# Загон (село)
Загон (укр. Загін) — село,
Иваницкий сельский совет,
Ичнянский район,
Черниговская область,
Украина.
Код КОАТУУ — 7421785202. Население по переписи 2001 года составляло 103 человека .

## Географическое положение
Село Загон находится на берегу безымянной реки,
выше по течению на расстоянии в 2 км расположено село Бережовка,
ниже по течению на расстоянии в 0,5 км расположено село Зоцовка.
Расположено на реке Иваница (Верескуны).
.Расстояние до районного центра: Ичня : (22 км.), до областного центра:Чернигов (124 км.), до столицы:Киев (160 км.). Ближайшие населенные пункты: Зоцовка 1 км, Купина 2 км, Бережовка 3 км.

## История
- 1600 год — дата основания

- Хутор был приписан к Рождества Богородицы[2][3] церкви в Бережовке.
- Есть на карте 1812 года как Загоны.[4]

- В 1862 году на хуторе владельческом Загон было 3 завода и  53 двора где жило 346 человек[5]

- В 1911 году на хуторе Загон жило 507 человек[6]
- После 1945 года присоеден Тараньковский[5] (Таралковщина[7], Таранковщина[6], Торольковский[8])